# 兎谷津沼
兎谷津沼（うさぎやつぬま）は、茨城県猿島郡境町（森戸地区）に所在している沼である。

## 概要
この兎谷津沼は沼の形状がウサギに似ていることからこの名がつけられたとされている。別説では沼の周辺に多くのウサギが生息していたためその名がつけられたとも伝えられている。
かつては現在よりも広い範囲に水面が広がっていたが、周辺の圃場整備などを経て今日では現状の形態となった。沼のすぐ南側は染谷川が北西から南東に向かい流下している。
現在、兎谷津沼は境町によって「兎谷津へら鮒センター（釣り堀）」として管理され、東側の大池と西側の小池の2つの池として管理されている。なお、兎谷津へら鮒センターは釣座数600席・水深約2.5mとなっており、主な魚種はヘラブナ・鯉・鮒などである。この他、兎谷津沼の周辺ではヘイケボタルの幼虫の放流なども行われている。

## 所在地
- 〒306-0417
- 茨城県猿島郡境町大字若林5064[3]